# جان کاکسون (بازیکن فوتبال)
جان کاکسون (انگلیسی: John Coxon; ۷ آوریل ۱۹۲۲ – مه ۱۹۹۸ (۷۶ ساله)) بازیکن فوتبال اهل بریتانیا بود.
از باشگاه‌هایی که در آن بازی کرده‌است می‌توان به باشگاه فوتبال دارلینگتون اشاره کرد.